# قمری زمردی معمولی
قمری زمردی معمولی (نام علمی: Chalcophaps indica) نام یک گونه از تیره کبوتران است.